# Derthona Foot Ball Club 1929-1930
Questa pagina raccoglie le informazioni riguardanti il Derthona Foot Ball Club nelle competizioni ufficiali della stagione 1929-1930.

## Stagione
Nella stagione 1929-1930 il Derthona di Tortona ha disputato il girone B a 15 squadre del campionato di Prima Divisione. Lo ha vinto con 40 punti in classifica, ottenendo la promozione nel campionato di Serie B.

## Rosa
| N. |                   | Ruolo | Calciatore        |
| -- | ----------------- | ----- | ----------------- |
|    | Italia (bandiera) | P     | Giuseppe Cagnina  |
|    | Italia (bandiera) | P     | Alfredo Sacchi    |
|    | Italia (bandiera) | D     | Giovanni Gastaldi |
|    | Italia (bandiera) | D     | Emilio Gatti      |
|    | Italia (bandiera) | D     | Giovanni Nizzi    |
|    | Italia (bandiera) | D     | Giovanni Renati   |
|    | Italia (bandiera) | C     | Marziano Barbieri |
|    | Italia (bandiera) | C     | Pietro Bonelli    |
|    | Italia (bandiera) | C     | Mario Bruno       |

| N. |                   | Ruolo | Calciatore           |
| -- | ----------------- | ----- | -------------------- |
|    | Italia (bandiera) | C     | Pietro Ferrari       |
|    | Italia (bandiera) | C     | Guido Gaviglio       |
|    | Italia (bandiera) | C     | Giuseppe Grillo      |
|    | Italia (bandiera) | A     | Giovanni Chiesa      |
|    | Italia (bandiera) | A     | Ferdinando Narizzano |
|    | Italia (bandiera) | A     | Mario Piccinini      |
|    | Italia (bandiera) | A     | Guido Rossi          |
|    | Italia (bandiera) | A     | Pietro Taverna       |
|    | Italia (bandiera) | A     | Gino Uggè            |